# Опытный завод космического приборостроения Азербайджана
Опытный завод космического приборостроения создан в 1987 году для изготовления продукции, разработанной Национальным аэрокосмическим агентством Азербайджана.

## Деятельность
Выпускает приборы для научных исследований на основании  технической и технологической  документации, разработанной Национальным аэрокомическим агентством (НАКА).

## Подразделения
- Участок механической обработки и нестандартного оборудования.
- Участок электроники.
- Участок микроэлектроники.